# Wereldbeker mountainbike 2024
De Wereldbeker mountainbike 2024 werd gehouden van april tot en met oktober 2024. Mountainbikers streden in de downhill (DH), de enduro en de crosscountry disciplines Olympische afstand (XCO), korte afstand (short track XCC), marathon (XCM), eliminator (XCE), elektrische mountainbike (E-MTB).

## Crosscountry korte en Olympische afstand
De crosscountry-evenementen XCC en XCO bestonden uit acht wedstrijden, gehouden van april tot en met oktober. Daarvan werden twee in Brazilië, vier in Europa en twee in Noord-Amerika gehouden.

## Uitslagen

### Mannen XCO

#### Kalender en podia
| Nr. | Datum      | Locatie          | Eerste              | Tweede            | Derde            | Leider in het klassement |
| --- | ---------- | ---------------- | ------------------- | ----------------- | ---------------- | ------------------------ |
| 1.  | 14/04/2024 | Mairiporã        | Christopher Blevins | Victor Koretzky   | Filippo Colombo  | Christopher Blevins      |
| 2.  | 21/04/2024 | Araxá            | Simon Andreassen    | Victor Koretzky   | Alan Hatherly    | Victor Koretzky          |
| 3.  | 26/05/2024 | Nové Město       | Tom Pidcock         | Nino Schurter     | Marcel Guerrini  | Victor Koretzky          |
| 4.  | 16/06/2024 | Val di Sole      | Nino Schurter       | Alan Hatherly     | Mathis Azzaro    | Victor Koretzky          |
| 5.  | 23/06/2024 | Crans-Montana    | Tom Pidcock         | Mathias Flückiger | Luca Braidot     | Nino Schurter            |
| 6.  | 07/07/2024 | Les Gets         | Alan Hatherly       | Mathias Flückiger | Simon Andreassen | Alan Hatherly            |
| 7.  | 29/09/2024 | Lake Placid      | Victor Koretzky     | Alan Hatherly     | Filippo Colombo  | Alan Hatherly            |
| 8.  | 06/10/2024 | Mont-Sainte-Anne | Alan Hatherly       | Mathis Azzaro     | Victor Koretzky  | Alan Hatherly            |

### Vrouwen XCO

#### Kalender en podia
| Nr. | Datum      | Locatie          | Eerste                 | Tweede            | Derde             | Leidster in het klassement |
| --- | ---------- | ---------------- | ---------------------- | ----------------- | ----------------- | -------------------------- |
| 1.  | 14/04/2024 | Mairiporã        | Jenny Rissveds         | Savilia Blunk     | Haley Batten      | Jenny Rissveds             |
| 2.  | 21/04/2024 | Araxá            | Haley Batten           | Jenny Rissveds    | Savilia Blunk     | Haley Batten               |
| 3.  | 26/05/2024 | Nové Město       | Pauline Ferrand-Prévot | Haley Batten      | Alessandra Keller | Haley Batten               |
| 4.  | 16/06/2024 | Val di Sole      | Pauline Ferrand-Prévot | Puck Pieterse     | Candice Lill      | Haley Batten               |
| 5.  | 23/06/2024 | Crans-Montana    | Loana Lecomte          | Alessandra Keller | Puck Pieterse     | Alessandra Keller          |
| 6.  | 07/07/2024 | Les Gets         | Puck Pieterse          | Candice Lill      | Alessandra Keller | Alessandra Keller          |
| 7.  | 29/09/2024 | Lake Placid      | Laura Stigger          | Sina Frei         | Loana Lecomte     | Alessandra Keller          |
| 8.  | 06/10/2024 | Mont-Sainte-Anne | Loana Lecomte          | Laura Stigger     | Sina Frei         | Alessandra Keller          |

#### Klassement
1991 · 
1992 · 
1993 · 
1994 · 
1995 · 
1996 · 
1997 · 
1998 · 
1999 · 
2000 · 
2001 · 
2002 · 
2003 · 
2004 · 
2005 · 
2006 · 
2007 · 
2008 · 
2009 · 
2010 · 
2011 · 
2012 · 
2013 · 
2014 · 
2015 · 
2016 · 
2017 · 
2018 · 
2019 · 
2020 · 
2021 · 
2022 · 
2023 · 
2024 · 
2025